# Gewöhnlicher Flohkrebs
Der Gewöhnliche Flohkrebs (Gammarus pulex) ist ein in Europa und Zentralasien beheimateter Süßwasserkrebs, welcher zu den Flohkrebsen (Amphipoda), einer Ordnung der Krebstiere, gehört. Von Linnaeus wurde er ursprünglich Cancer pulex genannt. Er ist Typusart der Gattung Gammarus. Ein heute ungültiges Junior-Synonym für den Gewöhnlichen Flohkrebs ist Rivulogammarus pulex. Früher wurde er oft auch als Bachflohkrebs bezeichnet, heute wird dieser Name meist nur noch für den ebenfalls in Bächen vorkommenden, sehr ähnlichen Flohkrebs Gammarus fossarum verwendet.

## Namensherkunft
Der Gattungsname ist vom lateinischen gammarus (auch: cammarus), verwandt mit dem griechischen (κάμμαρος, kammaros) abgeleitet, der „Meerkrebs“ oder „Hummer“ bedeutete (in den romanischen Sprachen hat das Wort bis heute etwas abgewandelt als Name des Hummers überlebt). Der Artname pulex bedeutet lateinisch Floh.

## Beschreibung
Die adulten Männchen der Gewöhnlichen Flohkrebse erreichen eine Länge von 2,1 cm, die Weibchen werden höchstens 1,4 cm lang. Die Färbung reicht von weißlich-gelb über ocker und grau bis grünlich.
Der Körper der Gewöhnlichen Flohkrebse ist, typisch für Flohkrebse, seitlich abgeflacht. In Ruhelage ist der Körper fast halbkreisförmig bauchseitig eingekrümmt. Sie bewegen sich kriechend in Seitenlage fort, beim Schwimmen aber in normaler Lage mit der Rückenseite oben. Der Körper ist dreigeteilt: Das Kopf-Brust-Stück ist eine Verschmelzung des Kopfes mit dem ersten Thorakalsegment. Dessen Extremitäten, die funktional als Mundgliedmaßen dienen, werden Maxillipeden genannt. Der zweite Körperabschnitt wird Peraeon genannt und besteht aus weiteren sieben Thorakalsegmenten, an denen die sieben Brustbeinpaare (Peraeopoden) sitzen. Die Hüften (Coxen) der ersten vier Beinpaare sind zu deutlichen, abgeflachten Coxalplatten verbreitert, durch die das Peraeon in Seitenansicht verbreitert und zweigeteilt wirkt. Der Hinterleib besteht aus sechs Segmenten und wird Pleon genannt. Die an dessen vorderem Abschnitt, dem Pleosom, sitzenden Beine werden als Schwimmbeine (Pleopoden) bezeichnet. Die Segmente sind seitlich zu plattenartigen Verbreiterungen herabgezogen, die Epimeren genannt werden. Der hintere Teil des Pleons wird Urosom genannt. An seinen Segmenten setzen drei Paar als Uropoden bezeichnete Spaltbeine an. Den Abschluss bildet ein zugespitztes Telson.
Der Kopf trägt zwei Paar Antennen. Die ersten Antennen sind etwa von halber Körperlänge, sie bestehen aus einem dreisegmentigen Stiel (Pedunculus) und einer 23-gliedrigen, gleichmäßig geringelten Geißel (Flagellum), zusätzlich sitzt dem Pedunculus eine fünfgliedrige kurze Nebengeißel auf. Die zweiten Antennen (Antennulae) sind merklich kürzer als die ersten. Sie bestehen aus zwei Basisgliedern und einem verlängerten Endteil, der dem Endopoditen des krebstypischen Spaltbeins entspricht. Er besteht aus drei verlängerten Gliedern und einer 16-gliedrigen Geißel. Die Geißelglieder sind beim Männchen merklich verbreitert und auf der Unterseite lang zweireihig beborstet, wodurch sie ein bürstenartiges Aussehen erhalten (Artmerkmal). Hinter den Fühlerpaaren sitzt ein nierenförmiges Komplexauge. Die Mundwerkzeuge bestehen aus Mandibeln und zwei Paar Maxillen. Die Mandibeln bestehen aus einem vergrößerten Grundglied (Coxa), das ein zangenförmiges Beißwerkzeug (Molar) bildet, und einem aus dem Endopoden gebildeten Taster (Palpus). Die Maxillenpaare bestehen aus jeweils zwei plattenförmigen, mit langen Borstenreihen besetzten Anhängen und einem Palpus. Der Mundraum wird nach hinten von den Maxillipeden abgeschlossen, die durch Zusammenwachsen der Coxen als Einheit wirken.
Die beiden vorderen Peraeopoden (Gnathopoden) dienen als scherenförmige Greifwerkzeuge. Die Schere besteht aus einem massiven Grundglied (Propodus) und einem kleinen, fingerförmigen Endglied (Dactylus), das taschenmesserartig gegen das Grundglied eingeklappt wird („subchelate“ Schere). Die fünf hinteren Paare sind als Schreitbeine ausgebildet. An der Basis des zweiten bis sechsten Peraeopoden sitzen innen fünf Paar plattenförmiger Kiemen (Branchiae), die zur Aufnahme des Sauerstoffs aus dem Wasser dienen. Durch das unaufhörliche Schlagen der Pleopoden werden die Kiemen zusätzlich mit frischem Atemwasser versorgt. Am Ende der Beine sitzt jeweils eine kräftige Klaue. Gibt das Tier seine halbkreisförmige Ruheposition auf und streckt sich, bewirkt das Schlagen der Pleopoden einen rückwärts gerichteten Wasserstrom, sie werden so, neben ihrer normalen Funktion, zusätzlich als Schwimmbeine eingesetzt. Die dritten und vierten Peraeopodenpaare unterstützen die Schwimmbewegung. Beim Weibchen sitzen an denselben Beinpaaren, die die Kiemen tragen, innen fünf Paar langer Fortsätze, die als Oostegite bezeichnet werden. Sie grenzen auf der Bauchseite zwischen den Beinbasen einen teilweise offenen Brutraum (Marsupium) ab.
Die Uropoden bestehen wie die meisten ursprünglichen Krebsbeine (Spaltbeine) aus zwei Ästen. Bei Gammarus pulex ist der Innenast des dritten Uropoden mehr als halb so lang wie der Außenast. In diesem Merkmal unterscheidet er sich von Gammarus fossarum, dessen Innenast am dritten Uropoden nicht die halbe Länge des Außenasts erreicht. Vom Seeflohkrebs (Gammarus lacustris) unterscheidet sich Gammarus pulex durch die Beborstung am Flagellum der zweiten Antennen der Männchen. Dieses Flagellum ist verdickt, auf der Innenseite sitzen zwei Reihen von je acht bis zehn straffen, halblangen Borsten, die dem Besatz ein bürstenartiges Aussehen verleihen. Beim Seeflohkrebs ist diese Beborstung nur mäßig entwickelt. Dieser ist außerdem an den sehr spitz zulaufenden Hinterecken des zweiten Epimers zu erkennen.

## Verbreitung
Gammarus pulex ist im größten Teil Europas und im nördlichen Asien, südlich bis in die Türkei, östlich bis China, verbreitet. Er fehlt in Teilen Südwesteuropas, so in Spanien (hier durch Echinogammarus berilloni ersetzt) und in Italien südlich der Alpen., hier ersetzt durch den erst kürzlich abgetrennten Gammarus italicus. Nach Irland wurde die Art vom Menschen eingeschleppt und verdrängt hier endemische Süßwasserpopulationen der verwandten Art Gammarus duebeni. Sie kommt selten auch in unterirdischen Gewässern (stygobiont) vor, entsprechende Populationen wurden als eigene Unterart Gammarus pulex cognominis Karaman & Pinkster 1977 beschrieben.
Sein Verbreitungsschwerpunkt liegt in Bächen des Tieflands. Oberhalb etwa 400 bis 450 m ü. NN wird er in Deutschland meist von seiner Schwesterart Gammarus fossarum ersetzt. Er ist dadurch in den Alpenländern selten. So fehlt er z. B. in Vorarlberg vollständig. In südlichen Teilen seines Verbreitungsgebiets, z. B. schon im französischen Zentralmassiv, kann er aber manchmal bis auf über 1000 Meter Meereshöhe vordringen. Im Flachland kommen auch, entgegen früheren Vermutungen, oft beide Arten nebeneinander vor, nicht selten als Mischpopulationen im selben Gewässer. Gammarus pulex kommt im Flachland bis in Quellgebiete hinein vor.

## Konkurrenz zu anderen Flohkrebsarten
Gammarus pulex ist eine euryöke Art, die in den meisten fließenden und stehenden Gewässern leben kann. Innerhalb seines Verbreitungsgebiets wird sein tatsächliches Vorkommen durch Konkurrenz mit anderen Flohkrebsarten begrenzt. Zu den relativ wenigen einheimischen Arten sind dabei in den letzten Jahren zahlreiche eingeschleppte, exotische Arten (Neozoen) hinzugekommen, die die Art aus einigen früher besiedelten Gewässern verdrängen konnten.

### Konkurrenz mitGammarus fossarum
Gammarus pulex ist gegenüber Gammarus fossarum konkurrenzüberlegen in Gewässern mit geringerer Strömung; kommen beide gemeinsam vor, bevorzugt pulex langsamer durchströmte Mikrohabitate. Er ist außerdem weniger empfindlich gegen Sauerstoffdefizite; dies spiegelt sich in seinem Indexwert im Saprobiensystem (2,0, gegenüber 1,5 bei fossarum) wider. Er bevorzugt außerdem wärmere Gewässer. Fehlt fossarum, kann er die meisten der von diesem besiedelten Gewässertypen durchaus erfolgreich selbst besiedeln.

### Konkurrenz mitGammarus tigrinus
Der nordamerikanische Gammarus tigrinus wurde in Mitteleuropa 1957 durch Dr. Wolfgang Schmitz absichtlich als Ersatz in Werra und Weser angesiedelt, nachdem pulex dort aufgrund der Salzbelastung (durch Abwässer der Kaliindustrie) ausgestorben war. Er bevorzugt Brackwasserhabitate. Inzwischen sind in Europa aber an zahlreichen Stellen oligohaline Populationen neu entstanden, die in einigen Gewässern mit geringem Salzgehalt, oder sogar in reinem Süßwasser, Gammarus pulex verdrängen können, z. B. in den Niederlanden oder in der Bretagne. Gammarus tigrinus kommt nur in warmen, meist organisch belasteten Gewässern zur Vorherrschaft. In Deutschland wurde eine Verdrängung bisher nicht beobachtet, auch wenn vereinzelt Populationen von tigrinus in reinem Süßwasser gefunden wurden.

### Konkurrenz mitDikerogammarus villosus
In Teilen seines Verbreitungsgebiets wird Gammarus pulex heute durch die eingeschleppte, neozoische Flohkrebsart Dikerogammarus villosus verdrängt. Diese kann die heimische Art nicht nur durch Konkurrenz, sondern auch direkt durch räuberische Ernährung aus von ihm bevorzugten Gewässern verdrängen, dies sind vor allem Schifffahrtskanäle und große Flüsse. In Bäche, das Vorzugshabitat von Gammarus pulex, scheint Dikerogammarus villosus aber nicht vorzudringen.

## Lebensraum
Der Gewöhnliche Flohkrebs lebt im Süßwasser. Er kommt in stehenden Gewässern vor, bevorzugt aber eindeutig Fließgewässer, er ist also strömungsliebend (rheophil). Innerhalb der Fließgewässer bevorzugt er die Mittel- und Unterläufe von Bächen (Meta- und Hyporhithral). Er kommt untergeordnet noch in Flussoberläufen (Epipotamal) vor, aber nicht mehr in Mittel- oder Unterläufen. In den Bächen ist er weit verbreitet und sehr häufig. Bei Untersuchungen hessischer Fließgewässer im Rahmen der Wasserrahmenrichtlinie wurde Gammarus pulex z. B. in 597 von 1025 insgesamt untersuchten Gewässerabschnitten gefunden; er war damit zweithäufigste Art des Makrozoobenthos (nach der Eintagsfliege Baetis rhodani). In optimalen Gewässern kann die Art Besiedlungsdichten bis 10.000 Individuen pro Quadratmeter erreichen, typisch sind aber eher Dichten von einigen Hundert.
Gammarus pulex ist sehr empfindlich gegen anthropogene Gewässerversauerung. Bereits moderat saure Gewässer mit pH-Werten von 6,0 führen zu erheblich ansteigender Mortalität und verminderten Wachstumsraten. Der Effekt wurde durch hohe Huminstoffgehalte etwas gemildert, aber nicht aufgehoben. Die Art ist deshalb in kalkhaltigen Gewässern häufiger, sie fehlt in von Natur aus sauren Gewässern wie z. B. Moorgewässern.

## Nahrung
Als wesentliche Nahrungsbasis der Art gilt gewöhnlich ins Wasser gefallenes Falllaub von Laubbäumen. Die Tiere können die Blattspreiten der toten Blätter aufbeißen und so das Gewebe aufschließen, dieser Ernährungstyp wird in der Limnologie als „shredder“ bezeichnet. Gammariden wie der Gewöhnliche Flohkrebs sind meist die dominanten und ökologisch wichtigsten shredder-Arten der mitteleuropäischen Fließgewässer. Aus Nahrungswahlversuchen und Freilandbeobachtungen ist bekannt, dass die Laubarten für Gammarus pulex nicht von gleicher Nahrungsqualität sind. Steife, feste Blätter mit hohem Tannin- oder Lignin-Gehalt werden weniger gern gefressen. Bevorzugte Laubarten sind Erle, Pappel und Weiden, weniger gern wird Buchenlaub befressen, am wenigsten als Nahrung geeignet sind Eichenlaub und Nadeln von Nadelbaumarten. Teilweise zersetzte Blätter mit hoher Biomasse von Pilzen werden eindeutig bevorzugt. Weder Bakterien noch Pilzsporen werden in nennenswertem Umfang verdaut. Die Tiere bevorzugen zusammengespülte Packen von Blättern in Bächen als Aufenthaltsraum. Im Spätsommer, vor dem neuen Laubfall, können sie die Blattbiomasse so weit aufbrauchen, dass das Populationswachstum durch Nahrungsmangel begrenzt wird.
Obwohl in der limnologischen Forschung die Rolle der Gammariden als shredder stark betont wird, ist Gammarus pulex in Wirklichkeit omnivor. Die Tiere können Algen und organische Überzüge (den Biofilm) von Steinen abweiden und auch höhere Wasserpflanzen (Makrophyten) anbeißen. Daneben sind sie Räuber, wenn sich Gelegenheiten bieten, d. h. bei nicht zu schnellen und nicht zu hart gepanzerten Beutetieren, z. B. Eintagsfliegen- oder Mückenlarven. Auch Aas wie z. B. tote Fische wird gern angenommen. Sie sind hier wohl im Wesentlichen Opportunisten, die jede sich bietende Nahrungsquelle ausnutzen. Sie erbeuten aber durchaus auch dann Eintagsfliegenlarven, wenn ihnen genügend qualitativ hochwertige Blattnahrung zur Verfügung steht.
Eine gern angenommene Nahrungsquelle der Art sind andere Flohkrebse, sowohl verwandter wie auch der eigenen Art. Sie ist also teilweise kannibalisch. Neben kleinen Jungtieren können aber nur frisch gehäutete, noch nicht ausgehärtete Tiere überwältigt werden. Genauso angenommen werden Wasserasseln, die Gammarus pulex dadurch aus von ihm bevorzugten Gewässern verdrängen kann.

## Lebenszyklus
Die Geschlechterfindung von Gammarus pulex beruht auf Pheromonen, die vom Weibchen abgegeben und vom Männchen mit seinen Antennen wahrgenommen werden. Möglicherweise besitzt das Häutungshormon Ecdyson Pheromonfunktion. Weibliche Individuen von Gammarus pulex können nur unmittelbar nach einer Häutung befruchtet werden und Eier legen. Um die Befruchtung zu sichern, klammern sich die größeren Männchen mit ihren scherenartigen ersten Gnathopoden am Rücken des Weibchens fest und warten dessen Häutung ab. Dabei kommt es gelegentlich zu Fehlpaarungen mit fossarum. Die zweiten Gnathopoden sind für das Festhalten bedeutungslos, haben aber eine wichtige Funktion bei der Paarung selbst. Die Paare bleiben längere Zeit, bis hin zu Wochen, vereint und sind fast genauso mobil wie Einzeltiere, wobei der Größenunterschied dabei von Vorteil ist. Überraschenderweise scheint die Paarbildung nicht nur auf Konkurrenz der Männchen zu beruhen, sondern könnte sogar für die Weibchen vorteilhaft sein. Für die eigentliche Kopulation lässt das Männchen los, schwimmt zur Bauchseite des Weibchens und gibt hier seine Spermien ab. Die Befruchtung erfolgt extern.
Das Weibchen legt seine Eier nicht frei ab, sondern in die Bruttasche (Marsupium) an seiner Bauchseite, in der es sie anschließend mit sich herumträgt. Die Eier sind bei der Ablage von einer gallertartigen Hülle umgeben, die sich nach und nach auflöst. Die Größe eines Eigeleges ist von der Körpergröße des Weibchens abhängig, damit auch indirekt von dessen Alter (da die Tiere ihr Leben lang wachsen und ältere Weibchen dadurch größer sind). Sie beträgt normalerweise 15 bis maximal etwa 30 Eier, bei sehr kleinen Weibchen (erste Brut) nur 6 bis 7. Pro Jahr sind drei Reproduktionszyklen mit jeweils einem Eigelege möglich. Diese hohe Zahl wird aber nicht immer erreicht, im türkischen Fluss Yeşilırmak gibt es z. B. im Wesentlichen nur eine Periode im Frühjahr, in der Junge abgegeben werden. Gewöhnliche Flohkrebse können ein Lebensalter von zwei Jahren erreichen und in dieser Zeit fünf bis sechs Bruten erzeugen, die meisten Tiere werden aber nicht älter als etwa ein Jahr.
Die Jungtiere schlüpfen nach etwa 20 bis 23 Tagen aus dem Ei und sind dann etwa 1,6 bis 1,8 mm lang. Das Weibchen trägt die Jungtiere danach noch etwa zwei Tage (bei niedrigen Wassertemperaturen etwas länger) mit sich herum, ehe es sie in das freie Wasser entlässt. Die Tiere werden, abhängig von der Wassertemperatur, nach 11 (bei 20 °C) bis 52 (bei 5 °C) Wochen geschlechtsreif. Sie können sich, je nach Jahreszeit ihres Schlupfs, noch im selben Jahr, oder erst im darauffolgenden Jahr erstmals fortpflanzen.
Die Fortpflanzungsperiode der Art ist recht ausgedehnt. Eiertragende Weibchen können fast ganzjährig beobachtet werden. Die Fortpflanzung ist aber meist auf das Sommerhalbjahr beschränkt, zwischen Oktober (November) bis März werden keine Eier gelegt. Dies gilt auch in südlichen Teilen des Verbreitungsgebiets wie in Anatolien. Eiertragende Weibchen treten dann nur ausnahmsweise auf, bzw. diese halten die Eier bis zum Frühjahr, Paare werden nicht gebildet. In dieser Zeit werden die Oostegite der Bruttasche bei Häutungen etwas zurückgebildet und verlieren ihren langen Fransensaum.
Individuen von Gammarus pulex machen während ihres Lebens zahlreiche Häutungen durch. Die Häutungsphasen folgen in Tagen bis wenigen Wochen aufeinander, so dass es nicht möglich ist, die Stadien anhand von Größenklassen auseinanderzuhalten. Die Tiere häuten sich ihr Leben lang, auch während der Geschlechtsreife, weiter. Die bei der Häutung abgestoßene Kutikula enthält Kalkeinlagerungen, wodurch diese Art einen hohen Calciumbedarf für ihre Entwicklung hat.

## Einsatz als Bioindikator
Gammarus pulex werden als Bioindikatoren für die Trinkwassergüte eingesetzt. Im Zwischenpumpwerk Kleistpark der Berliner Wasserbetriebe werden die Tiere in kleinen Kammern gehalten und von Sensoren überwacht. Bei Verhaltensänderungen wird ein Alarm ausgelöst. Sie ersetzen damit die bis 2015 eingesetzten Moderlieschen.